# 수닐 셰티
수닐 셰티(영어: Sunil Shetty, 텔루구어: ಸುನಿಲ್ ಶೆಟ್ಟಿ, 힌디어: सुनील शेट्टी, 1961년 8월 11일 ~ )는 인도의 배우이다.